# Octoknema chailluensis
Octoknema chailluensis är en tvåhjärtbladig växtart som beskrevs av Gosline & Malecot. Octoknema chailluensis ingår i släktet Octoknema och familjen Octoknemaceae. Inga underarter finns listade i Catalogue of Life.